# Mor ve Ötesi
 (février 2024).
Mor ve Ötesi est un groupe de rock originaire de Turquie. Il a représenté ce pays au concours de l'Eurovision 2008.

## Biographie
Mor ve Ötesi est fondé en 1995 par Harun Tekin, chanteur et guitariste rejoint par le batteur Kerem Kabadayı, Derin Esmer à la guitare et Alper Tekin à la basse. Les membres du groupe se sont rencontrés à la Deutsche Schule (Lycée allemand) d’Istanbul où ils suivaient les mêmes cours. Mor ve Ötesi se traduit en français par « Violet et Au-delà » mais il s’agit d’un jeu de mots avec morötesi qui signifie "Ultraviolet" en turc.
Ils sortent leur premier album Şehir ("La ville") en septembre 1996 et donnèrent leur premier concert à l’Université Technique d’Ankara en 1997. La même année, Burak Güven prend la place d’Alper Tekin à la basse.
Bırak Zaman Aksın ("Laisse le temps passer"), leur deuxième album, sort en 1999 et rencontre le succès. Juste après la sortie, Derin Esmer part s’installer aux États-Unis et est remplacé par le guitariste Kerem Özyeğen qui apporte de nouvelles influences musicales. Le tremblement de terre de 1999 en Turquie marque un changement dans le style d’écriture de Mor ve Ötesi qui aborde désormais des sujets de société et de politique. Ils se sont aussi engagés contre l’utilisation de l’énergie nucléaire en Turquie.
Mor ve Otesi assure la première partie de Placebo lors d’un concert à Istanbul en 2000. En août 2001, ils éditent leur troisième album, Gül Kendine ("Souris-toi") qui leur permet de faire leur première tournée à travers la Turquie.
Leur quatrième album Dünya Yalan Söylüyor ("Le Monde ment") sort en mars 2004. De cet album est extrait leur single "Cambaz" qui diffusé à la radio et la à télévision contribue à populariser le groupe en Turquie. Les ventes de l’album atteignent les 250 000 exemplaires. Un an et demi plus tard, il est récompensé par le titre de « Meilleur Album turc de tous les temps » décerné par le magazine Blue Jean alors que magazine Billboard le classe « Deuxième meilleur album de rock turc des dix dernières années ».
Dünya Yalan Söylüyor comporte une critique de l’intervention militaire des États-Unis en Irak et de ses activités politiques dans le reste du monde. Le groupe s’était déjà mobilisé en 2003 avec un collectif d’artistes (Athena, Vega…) engagés contre la guerre en Irak lors d’un concert à Ankara à l’occasion duquel ils composèrent la chanson Savaşa Hiç Gerek Yok (« Pas besoin de la guerre »).
En 2004, ils sont récompensés par un Golden Orange Award pour leur single "Bir Derdim Var", figurant sur la bande originale du film Mustafa Hakkında Her Şey du réalisateur Çağan Irmak.
Le cinquième album Büyük Düşler ("Les Grands Rêves") sort le 9 mai 2006. Cet album traite des troubles politiques que la Turquie traverse. Büyük Düşler fut récompensé en Turquie par le titre de “Meilleur Album de l’année » par les magazines Rolling Stone et Blue Jean.
Le 10 décembre 2007, le directeur général de la TRT, İbrahim Şahin, annonce Mor ve Ötesi a été choisi pour représenter la Turquie en 2008 au Concours de l’Eurovision avec la chanson « Deli », entièrement écrite en turc. Mor ve Ötesi termine 7ème lors de la finale à Belgrade, le 24 mai 2008.
Le sixième album, Başıbozuk, sort six mois après leur prestation à l’Eurovision en 2008.
Leur septième album "Masumiyetin Ziyan Olmaz" ("Ton Innocence ne sera pas vaine") sort le 12 mai 2010.

## Membres
- Kerem Kabadayı (batterie)
- Harun Tekin (voix / guitare)
- Kerem Özyeğen (voix / guitare)
- Burak Güven (basse)

### Anciens membres
- Alper Tekin (basse)
- Derin Esmer (voix / guitare)

## Discographie

### Singles
- Yalnız şarkı (1996)
- Cambaz (2004)
- Sevda Çiçeği (2004)
- Bir Derdim Var (2004)
- Şirket (2006)
- Küçük Sevgilim (2006)
- Ayıp olmaz mı? (2006)
- Deli (2008)
- İddia (2009)

### Compilations
- Sular yükseliyor (1996) - Compilation qui contient 14 chansons rock ayant été publiées ADA Müzik au milieu des années 1990.
- Şarkılar bir oyundur (2000) - Album hommage, aussi connu sous le nom Bülent Ortaçgil icin Söylenmiş Bülent Ortaçgil Şarkıları, dans lequel Mor ve ötesi effectue une reprise de Sen Varsın.
- Söz vermiş şarkılar (2004) - Compilation de ballades écrites par Mungan murathan.
- Onno tunç şarkıları (2007) - Album commémoratif dans lequel Mor ve ötesi interprète d’anciennes chansons chanté par Onno Tunka et Sezen Aksu.

### Divers
- Savaşa hiç gerek yok (2003) - Chanson dirigée contre la guerre en Irak.
- Rolling Stone Promo-CD (2008) - L'album comprend quatre chansons interprétées par Mor ve ötesi lors d'un concert acoustique pour MTV Turquie.